# Генке Герберт Густавович
Герберт Густавович Генке (нім. Henke; 14 листопада 1913, колонія Анета Волинської губ. — 4 березня 1999, Алма-Ата) — вчитель, поет, письменник. З родини поселян-власників.
У 1931 році вступив на робфак в Саратові, у 1937 році закінчив Німецький Педагогічний інститут в Енгельсі. Письменницьку діяльність розпочав у 1934 році. У 1938 році опублікував збірку віршів «Freie Wolga» (Енгельс). Співробітничав у німецькомовних виданнях АРСР НП «Der Kampfer» і «Nachrichten». Член Спілки письменників СРСР (з 1939).
У вересні 1941 року депортований до Сибіру, працював бджолярем у Красноярському краї, мобілізований у «трудармію». Після війни мешкав у Кемеровській області, вчитель, перекладач. Член КПРС з 1966.
З 1968 року мешкав в Алма-Аті, працював у редакції німецького радіо.
Багато оповідань Герберта Генке перекладено російською мовою. Автор збірок поезії і прози «Lesebuch» (Алма-Ата, 1988). Образи української і сибірської природи, підкорення космосу, образ людини-творця (цикл віршів «Kija-Schaltyr», поема «Mein Zeitalter») — головні теми творів Г.

## Твори
- Праздник меда, Кемерово, 1967;
- Der grune Widerhatl (Gedichte), Alma-Ata, 1970;
- Die Pfirsiche (Erzahlungen), Alma-Ata, 1973;
- Der Puls meiner Zeit (Gedichte), Alma-Ata, 1980;
- Die Manna fallt nicht vom Himmel (Gedichte und Erzahlungen), Alma-Ata, 1983;
- Die Prufung (Erzahlung), in: Vertrauen zum Leben. Sowjetdeutsche Prosa. — M., 1986. — S. 112–126;
- Der dornige Weg zum Wissen. Autobiographische Skizzen, «Deutsche Allgemeine Zeitung», 2.8.1991. ? 147; 9.8.1991, ? 152; In die Fremde verschlagen. Autobiographische Skizzen, ibid, 1992, ? 23-26. А. Энгелъ-Брауншмидт (Киль).